# Бальестерос, Хорхе
Хорхе Фернандес Бальестерос (исп. Jorge Fernandez Ballesteros; 27 мая 1983, Сан-Себастьян, Страна Басков — 10 января 2023) — испанский стрелок, завоевавший золотую медаль в общем зачёте открытого дивизиона на чемпионате мира по стрельбе из пистолета IPSC 2017 года. На чемпионате мира по пулевой стрельбе 2005 года он завоевал бронзовую медаль в общем зачёте в открытом дивизионе, а в 2002 году выиграл  бронзовую медаль в категории юниоров. Он также является обладателем двух золотых медалей Открытого чемпионата Европы по стрельбе из пистолета (2013 и 2016) и 12 раз выигрывал чемпионат Испании по стрельбе из пистолета.
11 января 2023 года было объявлено, что 39-летний Хорхе Бальестерос найден застреленным в своей машине, припаркованной у торгового центра. В критическом состоянии с ранением в голову спортсмен был доставлен в ближайший госпиталь, но спасти его врачам уже не удалось.